# Wapen van Marche-en-Famenne
Het wapen van Marche-en-Famenne is het gemeentelijke wapen van de Belgische gemeente Marche-en-Famenne. De Luxemburgse gemeente heeft het wapen nooit officieel aangevraagd, echter het wapen is wel officieel in gebruik erkend.

## Geschiedenis
De fusiegemeente Marche-en-Famenne ontstond in 1977 uit een fusie tussen de gemeenten Aye, Hargimont, Humain, Marche-en-Famenne, On, Roy en Waha. De gemeente gebruikt een aangepast, en gecorrigeerd, wapen dat voor het eerst in 1818 officieel werd toegekend. In dat jaar werd een eerste wapen per koninklijk besluit aan de stad Marche-en-Famenne toegekend. In 1848 werd de aangepaste versie toegekend, welke na de fusie in 1977 in een wederom aangepaste versie in gebruik genomen werd, maar nooit officieel is toegekend. Het hartschild toont nu ook het wapen van Luxemburg. Het hartschild is het wapen van Jan de Blinde, koning van Bohemen en graaf van Luxemburg.

## Blazoeneringen
De beschrijving van het eerste wapen luidt als volgt:
Van zilver beladen met een drie toornige burgt boven welke twee sterren alles van rood op het zelve een schild van zilver beladen met 3 kruipende leeuwen van rood boven elkander geplaatst, het schild gedekt met een gouden kroon.
De heraldische kleuren zijn: zilver (wit) en keel (rood). Het schild op de burcht wordt ook wel een hartschild genoemd.
De omschrijving van het tweede wapen luidt als volgt:
D'argent, à un château de gueules maçonné de sable, à une porte hersée de même, surmontee d'un écusson d'argent, à quatre lions contournés de sable, deux et deux; le château accompagné en chef de deux étoiles à six rais, de gueules; l'écu timbré d'une couronne à cinq fleurons d'or.
Van zilver een kasteel van keel gemetseld van sabel, een valpoort van hetzelfde, het geheel omringd een zilveren schild, met vier naar links gewende leeuwen van sabel geplaatst 2 aan 2; het kasteel wordt in het schildhoofd vergezeld van twee sterren van zes stralen, van keel; het schild is getopt door een kroon van vijf bladeren van goud.
De heraldische kleuren zijn: zilver (wit), keel (rood) en sabel (zwart). De leeuwen zijn nu niet langer onder elkaar geplaatst, maar ze zijn nu met z'n vieren twee-aan-twee geplaatst. De valpoort is duidelijk benoemd als zijnde zwart. De vijfbladerige kroon is een zogenaamde markiezenkroon.
Het wapen dat na de fusie van 1977 in gebruik is genomen heeft de volgende omschrijving:
D'argent à un château de gueules maçonné de sable, à une porte hersée de même, surmontée d'un écusson ércartelé aux 1 et 4 de gueules au lion d'argent, armé, lampassé et couronné d'or, la queue fourchée et passée en sautoir aux 2 et 3 d'argent au lion de gueules, armé, lampassé et couronné d'or, la queue fourchée et passée en sautoir, le château accompagné en chef de deux étoiles à six rais de gueules.
Van zilver een kasteel van keel gemetseld van sabel, een valpoort van hetzelfde, het geheel omringd een zilveren gekwartierd schild, 1 en 4 van keel een leeuw van zilver, genageld, getongd en gekroond van goud, de gevorkte staart is gekruist, 2 en 3 van zilver een leeuw van keel genageld, getongd en gekroond van goud de staart gevorkt en gekruist, het kasteel wordt in het schildhoofd vergezeld van twee sterren van zes stralen.
De leeuwen zijn nu naar rechts (voor de kijker links) gedraaid. Veel afbeeldingen tonen in het 2e en 3e kwartier de zilveren en blauwen balken van Luxemburg, deze worden echter niet in de tekst genoemd. Een andere verandering is dat het schild niet langer externe ornamenten heeft, zoals het eerdere wapen nog een kroon had.

## Overeenkomstige wapens
De volgende wapens zijn op historische gronden te vergelijken met het wapen van de stad Marche-en-Famenne:

Het wapen van het koninkrijk Bohemen
Het wapen van Luxemburg